# NGC 6259
NGC 6259 (również OCL 996 lub ESO 277-SC22) – gromada otwarta znajdująca się w gwiazdozbiorze Skorpiona. Odkrył ją James Dunlop 13 maja 1826 roku. Jest położona w odległości ok. 3,4 tys. lat świetlnych od Słońca.